# Václav Kaplický

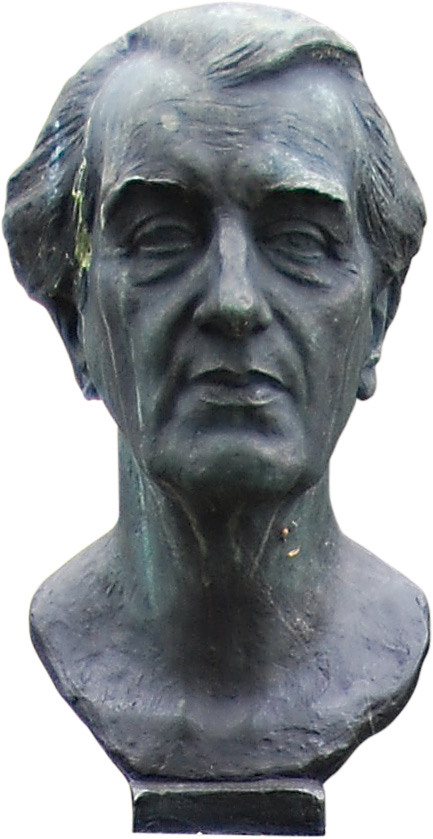
Die Büste des Schriftstellers Václav Kaplický

Václav Kaplický (* 28. August 1895 in Sezimovo Ústí; † 4. Oktober 1982 in Prag) war ein tschechischer Prosaist, Verleger und epischer Dichter. Bekannt ist er vor allem als Autor historischer Belletristik.

## Leben
Er besuchte die Realschule in Tábor und legte 1914 seine Abschlussprüfung ab. Im Folgejahr wurde er einberufen und kämpfte im Ersten Weltkrieg an der Front bei Halytsch. Hier wurde er 1916 gefangen genommen und trat in die Tschechoslowakischen Legionen ein. Dort diente er als Legionär in Russland. Dort wurde er 1918 in Wladiwostok wieder gefangen genommen und inhaftiert. Nach seiner Heimkehr 1919 arbeitete er als Bediensteter im Sekretariat des sozialistischen Verbandes der tschechoslowakischen Legionäre, kurz darauf als Angestellter im Verteidigungsministerium. Von 1922 bis 1950 war er in mehreren Verlagen beschäftigt, zunächst als Angestellter, später als Hilfsredakteur und als Herausgeber. Er schrieb in verschiedenen Zeitungen und gründete die Zeitschrift Der Fortschritt (Pokrok). Er beteiligte sich auch aktiv am politischen Leben. Seit den 50er Jahren widmete er sich nur der schriftstellerischen Tätigkeit. Er war Mitglied des tschechoslowakischen Schriftstellerverbands. Im Jahre 1978 wurde ihm die tschechoslowakische staatliche Auszeichnung und der Titel: „Národní umělec“ der ČSSR (deutsch: „Künstler der tschechoslowakischen Nation“) verliehen.

## Werke

### Historische Romane
- Die Region des Kelchs (Kraj kalicha), 1945, Roman aus der Hussitenzeit.
- Die Schelme (Čtveráci), 1952 – Roman aus der Zeit der Bauernaufstände 1618 bis 1620
- Eisenkrone (Železná koruna) (2 Teile), 1954 – Umfangreicher Roman über das Schicksal der Menschen nach dem Dreißigjährigen Krieg.
- Der Wirbelsturm (Smršť), 1955
- Die Rekruten (Rekruti), 1956 – Roman über die Rebellion von Pustá Rybná von 1796 bis 1797
- Blätter der Chronik (Listy z kronik), 1958 – Fünf historische Erzählungen aus Nordböhmen.
- Geballte Faust (Zaťatá pěst), 1959
- Hammer für die Hexen (Kladivo na čarodějnice) (Roman), 1963 – Grundlage ist eine tatsächliche Begebenheit aus dem 17. Jahrhundert. Ein Hexenprozess mit mehr als 100 Personen aus der Gegend von Velké Losiny. Hauptfigur ist der Dekan Lautner, der ebenfalls als eine der unschuldigen Personen verurteilt wird. Der Roman wurde 1969 durch Otakar Vávra verfilmt und ist in Deutschland unter dem Titel Die Hexenjagd gezeigt worden.
- Die Republik Tábor (Táborská republika) 1969 – Roman in drei Teilen, der sich mit den Hussiten beschäftigt.
- Durch das Recht gefunden (Nalezeno právem), 1971 – Der Roman spielt im Jahr 1867. Ein Jude wird rechtswidrig eines Ritualmordes beschuldigt.
- Nationaschädling Jiří Kopidlanský (Škůdce zemský Jiří Kopidlanský), 1976 – Roman aus der Zeit der Jagellonen.
- Großes Theatrum (Veliké theatrum), 1977 – Beschreibt den Beginn des dreißigjährigen Krieges einschließlich der Vorbereitungen der Schlacht am Weißen Berg.
- Wer von wem (Kdo s koho), 1979 – Roman aus der Zeit der Jagellonen.
- Das Leben der Alchymisten (Život alchymistův), 1980 – Das Buch beschreibt den Aufstieg und Fall des Alchimisten Edward Kelley auf dem Hof des Rudolf II.
- Die Ketzer von Prag: Roman über den Beginn des Dreissigjährigen Krieges (Originaltitel: Veliké theatrum, Československý spisovatel, Praha 1977, übersetzt von Gustav Just), Verlag der Nation, Berlin 1987, ISBN 3-373-00149-8.

### Autobiografische Werke
- Gornostaj, 1936 – Beschreibung der tschechoslowakischen Legionen, einzelner Legionäre, die Ungehorsam gegenüber den Befehlshabern übten und auf der Insel Gornostaj inhaftiert wurden.
- Eine handvoll Erinnerungen aus der Jugend (Hrst vzpomínek z mládí), 1988

### Sonstige Prosa
- Gute Freunde (Dobří přátelé), 1961 – Erzählung über Landschaften, die Liebe des Autors zur Natur.
- Weder Tiger noch Löwen (Ani tygři, ani lvi), 1966 – Kleine Erzählungen über Tiere und Kuscheltiere.
- Von Stadt zu Stadt (Od města k městu), 1975 – Die Wanderung einiger Studenten durch Böhmen.

### Jugendbücher
- Über Treue und Verrat (O věrnosti a zradě), 1959 – 15 kurze, historische Ereignisse, unter anderem über die Flucht des Vilém Zajíc z Házemburka aus den Reihen der tschechoslowakischen Legionäre und über Wenzel IV.
- Der Bandit Patara und seine Kumpane (Bandita, Paťara a spol), 1969
- Königlicher Zweikampf (Královský souboj), 1971

### In deutscher Sprache publiziert
- Die Ketzer von Prag – Roman über den Beginn des Dreißigjährigen Krieges (1987)

siehe auch Liste tschechischer Schriftsteller